# Горно Градче
Горно Градче (на македонска литературна норма: Горно Гратче) е село в източната част на Северна Македония, част от Община Кочани.

## География
Селото е разположено на 9 километра североизточно от град Кочани високо в Осоговската планина и в близост до Кочанското езеро.

## История
В XIX век Горно Градче е българско село в Кочанска кааза на Османската империя. Според статистиката на Васил Кънчов („Македония. Етнография и статистика“) от 1900 г. Градче има 175 жители, всички българи християни.
Според патриаршеския митрополит Фирмилиан в 1902 година в Градче има 26 сръбски патриаршистки къщи. По данни на секретаря на Българската екзархия Димитър Мишев („La Macédoine et sa Population Chrétienne“) през 1905 година в Горно и Долно Градче (Gradtché) има 216 жители патриаршисти сърбомани. Според секретен доклад на българското консулство в Скопие всичките 32 къщи в Горно и Долно Градче през 1904 година под натиска на сръбската пропаганда в Македония признават Цариградската патриаршия, но след Младотурската революция от 1908 година се връщат към Българската екзархия.
При избухването на Балканската война 2 души от Градче (Горно или Долно) са доброволци в Македоно-одринското опълчение. След Междусъюзническата война селото остава в Сърбия.
Според преброяване от 2002 в селото има 9 домакинства с 36 къщи.